# Roberto Lacorte
Roberto Lacorte, né le 15 juin 1968 à Pise en Italie, est un pilote automobile italien. Il a participé aux Championnats European Le Mans Series pour l'écurie italienne Cetilar Villorba Corse.

## Palmarès

### 24 Heures du Mans
| Année | Écurie                 | Copilotes                           | Voiture             | Classe | Tours | Pos. | Class Pos. |
| ----- | ---------------------- | ----------------------------------- | ------------------- | ------ | ----- | ---- | ---------- |
| 2017  | Cetilar Villorba Corse | Giorgio Sernagiotto Andrea Belicchi | Dallara P217-Gibson | LMP2   | 353   | 9e   | 8e         |
| 2018  | Cetilar Villorba Corse | Giorgio Sernagiotto Felipe Nasr     | Dallara P217-Gibson | LMP2   | 342   | 19e  | 10e        |
| 2019  | Cetilar Villorba Corse | Giorgio Sernagiotto Andrea Belicchi | Dallara P217-Gibson | LMP2   | 352   | 18e  | 13e        |

### European Le Mans Series
| Année | Écurie                 | Châssis           | Moteur                              | Classe | 1        | 2        | 3      | 4      | 5        | 6      | Position | Points |
| ----- | ---------------------- | ----------------- | ----------------------------------- | ------ | -------- | -------- | ------ | ------ | -------- | ------ | -------- | ------ |
| 2015  | Villorba Corse         | Ginetta-Juno LMP3 | Nissan VK50VE 5.0 L V8 Atmo         | LMP3   | SIL      | IMO Abd. | RBR 2  | LEC 2  | EST Abd. |        | 7e       | 36     |
| 2016  | Villorba Corse         | Ligier JS P3      | Nissan VK50VE 5.0 L V8 Atmo         | LMP3   | SIL Abd. | IMO 16   | RBR 12 | LEC 10 | SPA 9    | EST 8  | 23e      | 8      |
| 2017  | Cetilar Villorba Corse | Dallara P217      | Gibson GK428 4.2 L V8 atmosphérique | LMP2   | SIL 6    | MON 5    | RBR NC | LEC 10 | SPA 7    | POR 5  | 14e      | 35     |
| 2018  | Cetilar Villorba Corse | Dallara P217      | Gibson GK428 4.2 L V8 atmosphérique | LMP2   | LEC 14   | MON 9    | RBR 11 | SIL 13 | SPA 10   | ALG 11 | 25e      | 4.5    |